# Lijst van voetbalinterlands Congo-Kinshasa - Senegal
Deze lijst van voetbalinterlands is een overzicht van alle officiële voetbalwedstrijden tussen de nationale teams van Congo-Kinshasa (dat van 1971 tot 1997 Zaïre heette) en Senegal. De Afrikaanse landen hebben tot op heden dertien keer tegen elkaar gespeeld. De eerste ontmoeting was een groepswedstrijd tijdens de Afrika Cup 1968 op 16 januari 1968 in Asmara (toenmalig Ethiopië). Het laatste duel, een kwalificatiewedstrijd voor het Wereldkampioenschap voetbal 2026, werd gespeeld in Diamniadio op 6 juni 2024.

## Wedstrijden
| №  | Plaats      | Datum            | Competitie                           | Wedstrijd                | Uitslag |
| -- | ----------- | ---------------- | ------------------------------------ | ------------------------ | ------- |
| 1  | Asmara      | 16 januari 1968  | Afrika Cup 1968                      | Congo-Kinshasa − Senegal | 2 − 1   |
| 2  | Brazzaville | 26 januari 1969  | Vriendschappelijk                    | Congo-Kinshasa − Senegal | 4 − 0   |
| 3  | Dakar       | 5 juli 1987      | Afrika Cup 1988 kwalificatie         | Senegal − Zaïre          | 0 − 0   |
| 4  | Kinshasa    | 19 juli 1987     | Afrika Cup 1988 kwalificatie         | Zaïre − Senegal          | 0 − 0   |
| 5  | Dakar       | 29 januari 1989  | Vriendschappelijk                    | Senegal − Zaïre          | 1 − 1   |
| 6  | Dakar       | 31 januari 1989  | Vriendschappelijk                    | Senegal − Zaïre          | 2 − 1   |
| 7  | Bamako      | 4 februari 2002  | Afrika Cup 2002                      | Senegal − Congo-Kinshasa | 2 − 0   |
| 8  | Dakar       | 14 januari 2006  | Vriendschappelijk                    | Senegal − Congo-Kinshasa | 0 − 0   |
| 9  | Blois       | 12 augustus 2009 | Vriendschappelijk                    | Congo-Kinshasa − Senegal | 1 − 2   |
| 10 | Lubumbashi  | 5 september 2010 | Afrika Cup 2012 kwalificatie         | Congo-Kinshasa − Senegal | 2 − 4   |
| 11 | Dakar       | 3 september 2011 | Afrika Cup 2012 kwalificatie         | Senegal − Congo-Kinshasa | 2 − 0   |
| 12 | Annaba      | 22 januari 2023  | African Championship of Nations 2022 | Senegal − Congo-Kinshasa | 3 − 0   |
| 13 | Diamniadio  | 6 juni 2024      | WK 2026 kwalificatie                 | Senegal − Congo-Kinshasa | 1 − 1   |

## Samenvatting
| Competitie                      | Totaal gespeeld | Winst Congo-Kinshasa | Gelijk | Winst Senegal | Doelsaldo Congo-Kinshasa – Senegal |
| ------------------------------- | --------------- | -------------------- | ------ | ------------- | ---------------------------------- |
| WK-kwalificatie                 | 1               | 0                    | 1      | 0             | 1 − 1                              |
| Afrika Cup                      | 2               | 1                    | 0      | 1             | 2 − 3                              |
| Afrika Cup-kwalificatie         | 4               | 0                    | 2      | 2             | 2 − 6                              |
| African Championship of Nations | 1               | 0                    | 0      | 1             | 0 − 3                              |
| Vriendschappelijk               | 5               | 1                    | 2      | 2             | 7 − 5                              |
| Totaal                          | 13              | 2                    | 5      | 6             | 12 − 18                            |

Wedstrijden bepaald door strafschoppen worden, in lijn met de FIFA, als een gelijkspel gerekend.
FECOFA · Bondscoaches · Selecties · A-internationals · Vrouwenelftal van Congo-Kinshasa
1960 – 1969 ·
1970 – 1979 ·
1980 – 1989 ·
1990 – 1999 ·
2000 – 2009 ·
2010 – 2019 ·
2020 – 2029
AC 1965 ·
AC 1968 ·
AC 1970 ·
AC 1972 ·
AC 1974 ·
WK 1974 ·
AC 1976 ·
AC 1988 ·
AC 1992 ·
AC 1994 ·
AC 1996 ·
AC 1998 ·
AC 2000 ·
AC 2002 ·
AC 2004 ·
AC 2006 ·
AC 2013
1963 ·
1964 · 
1965 ·
1966 · 
1967 ·
1968 · 
1969 ·
1970 · 
1971 ·
1972 · 
1973 ·
1974 · 
1975 · 
1976 ·
1977 · 
1978 ·
1979 ·
1979 · 
1980 ·
1980 · 
1981 ·
1982 ·
1983 ·
1984 · 
1985 ·
1986 · 
1987 ·
1988 · 
1989 ·
1990 · 
1991 ·
1992 · 
1993 ·
1994 · 
1995 ·
1996 · 
1997 ·
1998 · 
1999 ·
2000 · 
2001 ·
2002 · 
2003 ·
2004 · 
2005 · 
2006 ·
2007 · 
2008 ·
2009 · 
2010 · 
2011 ·
2012 · 
2013 · 
2014 ·
2015 ·
2016 ·
2017 ·
2018 ·
2019 ·
2020 ·
2021 ·
2022 ·
2023
Algerije ·
Angola ·
Bahrein ·
Benin ·
Botswana ·
Brazilië ·
Burkina Faso ·
Burundi ·
Centraal-Afrikaanse Republiek ·
China ·
Congo-Brazzaville ·
Djibouti ·
Egypte ·
Equatoriaal-Guinea ·
Ethiopië ·
Gabon ·
Gambia ·
Ghana ·
Guinee ·
Irak ·
Ivoorkust ·
Joegoslavië ·
Kaapverdië ·
Kameroen ·
Kenia ·
Lesotho ·
Liberia ·
Libië ·
Madagaskar ·
Malawi ·
Mali ·
Marokko ·
Mauritanië ·
Mauritius ·
Mexico ·
Mozambique ·
Namibië ·
Nieuw-Zeeland ·
Niger ·
Nigeria ·
Oeganda ·
Oman ·
Qatar ·
Roemenië ·
Rwanda ·
Saoedi-Arabië ·
Schotland ·
Senegal ·
Seychellen ·
Sierra Leone ·
Soedan ·
Swaziland ·
Tanzania ·
Togo ·
Tsjaad ·
Tunesië ·
Zambia ·
Zimbabwe ·
Zuid-Afrika ·
Zuid-Soedan
FSF · 
A-internationals · 
Bondscoaches · Selecties · Senegalees vrouwenelftal · 
Olympisch elftal
1960 – 1969 · 
1970 – 1979 · 
1980 – 1989 · 
1990 – 1999 · 
2000 – 2009 · 
2010 – 2019 · 
2020 – 2029
WK 2002 · 
WK 2018 ·
WK 2022
OS 2012
1959 · 
1960 · 
1961 · 
1962 · 
1963 · 
1964 · 
1965 · 
1966 · 
1967 · 
1968 · 
1969 · 
1970 · 
1971 · 
1972 · 
1973 · 
1974 · 
1975 · 
1976 · 
1977 · 
1978 · 
1979 · 
1980 · 
1981 · 
1982 · 
1983 · 
1984 · 
1985 · 
1986 · 
1987 · 
1988 · 
1989 · 
1990 · 
1991 · 
1992 · 
1993 · 
1994 · 
1995 · 
1996 · 
1997 · 
1998 · 
1999 · 
2000 · 
2001 · 
2002 · 
2003 · 
2004 · 
2005 · 
2006 · 
2007 · 
2008 · 
2009 · 
2010 · 
2011 · 
2012 · 
2013 · 
2014 ·
2015 ·
2016 ·
2017 ·
2018 ·
2019 ·
2020 ·
2021 ·
2022 ·
2023
Algerije ·
Angola ·
Benin ·
Bolivia ·
Bosnië en Herzegovina ·
Botswana ·
Brazilië ·
Burkina Faso ·
Burundi ·
Centraal-Afrikaanse Republiek ·
Chili ·
China ·
Colombia · 
Congo-Brazzaville ·
Congo-Kinshasa ·
Denemarken ·
Ecuador ·
Egypte ·
Engeland ·
Equatoriaal-Guinea ·
Eritrea ·
Ethiopië ·
Frankrijk ·
Gabon ·
Gambia ·
Ghana ·
Griekenland ·
Guinee ·
Guinee-Bissau ·
Indonesië ·
Iran ·
Ivoorkust ·
Japan ·
Kaapverdië ·
Kameroen ·
Kenia ·
Kosovo ·
Kroatië · 
Lesotho ·
Liberia ·
Libië ·
Luxemburg ·
Madagaskar ·
Malawi ·
Maleisië ·
Mali ·
Marokko ·
Mauritanië ·
Mauritius ·
Mexico ·
Mozambique ·
Namibië ·
Nederland ·
Niger ·
Nigeria ·
Noorwegen ·
Oeganda ·
Oezbekistan ·
Oman ·
Polen ·
Qatar ·
Rwanda ·
Saoedi-Arabië ·
Sierra Leone ·
Soedan ·
Swaziland ·
Tanzania ·
Togo ·
Tunesië ·
Turkije ·
Uruguay ·
Verenigde Arabische Emiraten ·
Zambia ·
Zimbabwe ·
Zuid-Afrika ·
Zuid-Korea ·
Zuid-Soedan ·
Zweden
Algerije (2019, 2) ·
Colombia (2018) ·
Denemarken (2002) ·
Engeland (2022) ·
Frankrijk (2002) ·
Japan (2018) ·
Nederland (2022) ·
Polen (2018) ·
Uruguay (2002)